# Polycestinae
Polycestinae — подсемейство жуков-златок.

## Описание
Жуки обычно мелких и средних размеров (обычно длиной 4—14 мм). Тело больше части снизу уплощённое.